# Холлингзхед, Райан
Райан Майкл Холлингзхед (англ. Ryan Michael Hollingshead; род. 16 апреля 1991, Сакраменто, Калифорния, США) — американский футболист, защитник клуба «Лос-Анджелес».

## Карьера
В 2009—2012 годах Холлингзхед обучался в Калифорнийском университете в Лос-Анджелесе и выступал за футбольную команду учебного заведения.
На Супердрафте MLS 2013 Холлингзхед был выбран во втором раунде под общим 20-м номером клубом «Даллас». Однако, он решил не принимать предложение от клуба, чтобы помочь своему брату построить церковь в Сакраменто и поработать волонтёром в приюте на Гаити. Контракт с «Далласом» Холлингзхед подписал 9 декабря 2013 года. Его профессиональный дебют состоялся 31 мая 2014 года в матче против «Сан-Хосе Эртквейкс». 21 марта 2015 года в поединке против «Филадельфии Юнион» он забил свой первый гол в профессиональной карьере. В 2016 году он помог клубу выиграть регулярный чемпионат MLS и Открытый кубок США. 6 января 2017 года Холлингзхед получил перелом трёх шейных позвонков, когда его сбила машина на обледенелой дороге, после того как он остановился, чтобы помочь другому автомобилисту, который попал в аварию из-за гололеда, в результате чего он пропустил начало сезона. По итогам сезона 2017 за свою благотворительную деятельность он удостоился награды «Филантроп года в MLS». 19 апреля 2016 года Холлингзхед подписал новый многолетний контракт с «Далласом». 17 сентября 2019 года игрок подписал с клубом новый двухлетний контракт с опцией продления ещё на один год.
10 февраля 2022 года «Даллас» обменял Холлингзхеда «Лос-Анджелесу» на Марко Фарфана. За «Лос-Анджелес» он дебютировал 26 февраля в матче стартового тура сезона против «Колорадо Рэпидз». 20 марта в матче против «Ванкувер Уайткэпс» он забил свои первые голы за «Лос-Анджелес», сделав дубль. Холлингзхед помог «Лос-Анджелесу» выиграть чемпионский титул, 5 ноября в матче за Кубок MLS 2022 против «Филадельфии Юнион» он реализовал свой пенальти в послематчевой серии. По окончании сезона 2022 контракт Холлингзхеда с «Лос-Анджелесом» истёк, после чего стороны начали переговоры по новому контракту, и 17 ноября игрок подписал с клубом трёхлетний контракт до конца сезона 2025.

## Достижения
Командные
 «Даллас»
- Победитель регулярного чемпионата MLS: 2016
- Обладатель Открытого кубка США: 2016

 «Лос-Анджелес»
- Чемпион MLS (обладатель Кубка MLS): 2022